# Apol·lodor de Cassandrea
Apol·lodor de Cassandrea (llatí: Apollodorus, en grec antic: Ἀπολλόδωρος) va ser un tirà de Cassandrea, abans anomenada Potidea, a la península de Pal·lene, al segle iii aC.
Quan va agafar el poder ho va fer com aliat del poble, però quan va tenir el lloc segur va assolir la tirania i es va desfer dels seus còmplices començant un govern tirànic l'any 279 aC, com diu Diodor de Sicília, amb una gran crueltat i actuant amb rapidesa contra tots els seus opositors, d'una manera que no es podia comparar amb cap altre tirà. A l'època se'l va considerar un dels tirans més odiats i detestables, com diu Polibi i recorda Sèneca.
Va aconseguir el suport dels gals de Brennus que es desplaçaven cap al sud, però no va poder mantenir el seu càrrec i finalment Antígon II Gònates va entrar a la ciutat, el va enderrocar i el va executar, segons Poliè el Macedoni, Claudi Elià i Pausànias.